# José Luis Acarregui
José Luis Acarregui Zapirain, conocido como Akarregi (Lequeitio, Vizcaya, 11 de septiembre de 1923-Éibar, 8 de febrero de 2012), fue un jugador profesional español de pelota vasca, en la modalidad de pelota mano.
Cuando comenzó su carrera deportiva jugaba en la posición de zaguero, si bien al cabo de unos años comenzó a jugar de delantero, logrando sus mayores logros en esta posición. Tras hacer su debut en el manomanista de la edición del año 1944, alcanzó tres finales en los años 1946, 1950 y 1951, sin poder llevarse el triunfo en ninguna de ellas.

## Finales manomanistas
| Año  | Campeón     | Subcampeón | Tanteo | Frontón              |
| ---- | ----------- | ---------- | ------ | -------------------- |
| 1946 | Atano III   | Akarregi   | 22-16  | Astelena             |
| 1950 | Gallastegui | Akarregi   | 22-15  | Astelena             |
| 1951 | Gallastegui | Akarregi   | 22-14  | Municipal de Vergara |